# Graça Aranha

Graça Aranha (undatiert)

Graça Aranha, eigentlich José Pereira da Graça Aranha (* 21. Juni 1868 in São Luís, Bundesstaat Maranhão; † 26. Januar 1931 in Rio de Janeiro) war ein brasilianischer Schriftsteller, Diplomat und Mitgründer der Academia Brasileira de Letras.

## Leben
Aranha entstammte einer großbürgerlichen Familie aus Maranhão, dem Nordosten Brasiliens: seine Eltern waren Témístocles da Silva Maciel Aranha und dessen Ehefrau María da Gloría da Graça. Nach Beendigung seiner Schulzeit ging Aranha nach Recife an die dortige Faculdade de Direito do Recife, der heutigen Faculdade de Direito da Universidade Federal de Pernambuco, um Rechtswissenschaften zu studieren. An der Rechtsfakultät hatte sich mit der Schule von Recife eine geisteswissenschaftliche Strömung im Nordosten gebildet, der Aranha verbunden war. 1886 konnte er erfolgreich sein Studium beenden. Im Anschluss schickte man ihn als Richter nach Porto do Cachoeiro, heute im Bundesstaat Espírito Santo.

### Diplomatische Laufbahn
1899 wurde er Sekretär von Joaquim Nabuco, den er 1900 begleitete, als dieser Gesandter in London wurde. 1902 veröffentlichte seinen ersten bekannten Roman Canaã (Kanaan) und reiste 1903 nach Rom, wo er auf einem von Angelo De Gubernatis organisierten Congresso dos Povos Latinos als Vizepräsident fungierte. 1905 war er Gesandtschaftssekretär zweiter Klasse bei einem brasilianisch-bolivianischen Schiedsverfahren. 1906 war er ebenfalls als Gesandtschaftssekretär zweiter Klasse bei einem brasilianisch-peruanischenen Schiedsverfahren und wurde zum Legationssekretär erster Klasse befördert und als Delegierter zur dritten Pan-American-Konferenz in Rio de Janeiro gesandt.
Unter dem Präsidenten Brasiliens Nilo Peçanha war er 1909 an der Gesandtschaft in Bern und ab 11. März 1910 als Geschäftsträger in Oslo akkreditiert. Als Hermes Rodrigues da Fonseca 1910 Präsident des Landes geworden war, holte er Aranha erneut in den diplomatischen Dienst. Von 22. August 1912 bis 21. November 1914 war er außerordentlicher Gesandter und Ministre plénipotentiaire am Hof von Den Haag und wurde anschließend in den Ruhestand versetzt. 1920 kehrte er nach Brasilien zurück.

### Schriftstellerisches Wirken und Akademie
Obwohl er sein Erstlingswerk noch nicht veröffentlicht hatte, war er 1897 eines der Gründungsmitglieder der Academia Brasileira de Letras (ABL) mit der Stuhlnummer Cadeira 38, für den er als Namenspatron Tobias Barreto wählte. Er galt als „schwierig“ und so wurde er ob seiner Ansichten und Vorstellungen geächtet. Als er am 19. Juni 1924 eine Tagung einberief, um seine Ideen zu verbreiten, eskalierte der Streit, da er die Gründung der Akademie als Fehler bezeichnete, und mit Wirkung vom 18. Oktober desselben Jahres trat er aus der ABL wieder aus. 1929 gründete er zusammen mit Renato Almeida die Zeitschrift Movimento Brasileiro, die bis 1930 in 17 Heften erschien.
Sein Erstlingsroman Canaã, erschienen 1902, behandelt die deutsche Einwanderung in den Bundesstaat Espírito Santo. Der Roman bildete 1971 die Vorlage für den Film Vale do Canaã des Regisseurs Jece Valadão. In der Akademie führte er mit João Carneiro de Sousa Bandeira (1865–1917) einen Diskurs, der erst Jahre später in der Antologia da Academia Brasileira de Letras 1941 veröffentlicht wurde. Während seines Aufenthaltes in Europa veröffentlichte er in Frankreich 1911 sein Drama, Malazarte, das mit Bühnenbildern von F. Montagny am Théâtre de l’Œuvre in Paris uraufgeführt wurde, wobei Greta Prozor (* 1885 in Paris; † 1978), eine Tochter von Moritz Prozor, eine Rolle hatte.
1915 hielt er einen Vortrag zum Thema über das heldenhafte Leben des Joaquim Nabuco vor der Sociedade de Cultura Artística, der im folgenden Jahr gedruckt veröffentlicht wurde (A Mocidade Heróica de Joaquim Nabuco). Als eines seiner Hauptwerke gilt sein 1925 erschienenes Espírito moderno.
Im Alter von 62 Jahren starb Graça Aranha am 26. Januar 1931 in Rio de Janeiro und fand dort auch seine letzte Ruhestätte.

## Ehrungen
- Die Gemeinde Graça Aranha im Bundesstaat Maranhão wurde ihm zu Ehren so genannt.[4]
- Ebenfalls ihm zu Ehren wurde – allerdings nur für kurze Zeit – der Prêmio Graça Aranha ins Leben gerufen

## Rezeption
Graça Aranha gilt als wichtiger Vorläufer des Modernismo in Brasilien. Während seines Studiums machte er die Bekanntschaft von Vertretern der philosophischen Schule von Recife und gehörte ihr schon bald ebenfalls an. Trotz seiner Differenzen mit der ABL gilt er heute noch als wichtiger Vertreter des Modernismo Brasileiro. Aranha sah nicht nur die Literatur allein, sondern immer als ganzheitlich künstlerische Strömung. Er war maßgeblich dabei, 1922 die Semana de Arte Moderna zu initiieren.
In das Deutsche ist bisher keines seiner Werke übersetzt.

## Werke (Auswahl)

### Autor
Romane
- Canaã. Novela. 1902.
- A viagem maravilhosa. 1929.
- O meu próprio romance. 1931.

Sachbücher
- Estética da Vida. 1921.
- Espírito moderno. 1925.

Theaterstücke
- Malazarte. 1911.

Werkausgabe
- Afrânio Coutinho (Hrsg.): Obras completa. Rio de Janeiro 1969.

### Herausgeber
- Correspondência de Machado de Assis e Joaquim Nabuco. 1923.